# Della Faille d'Huysse

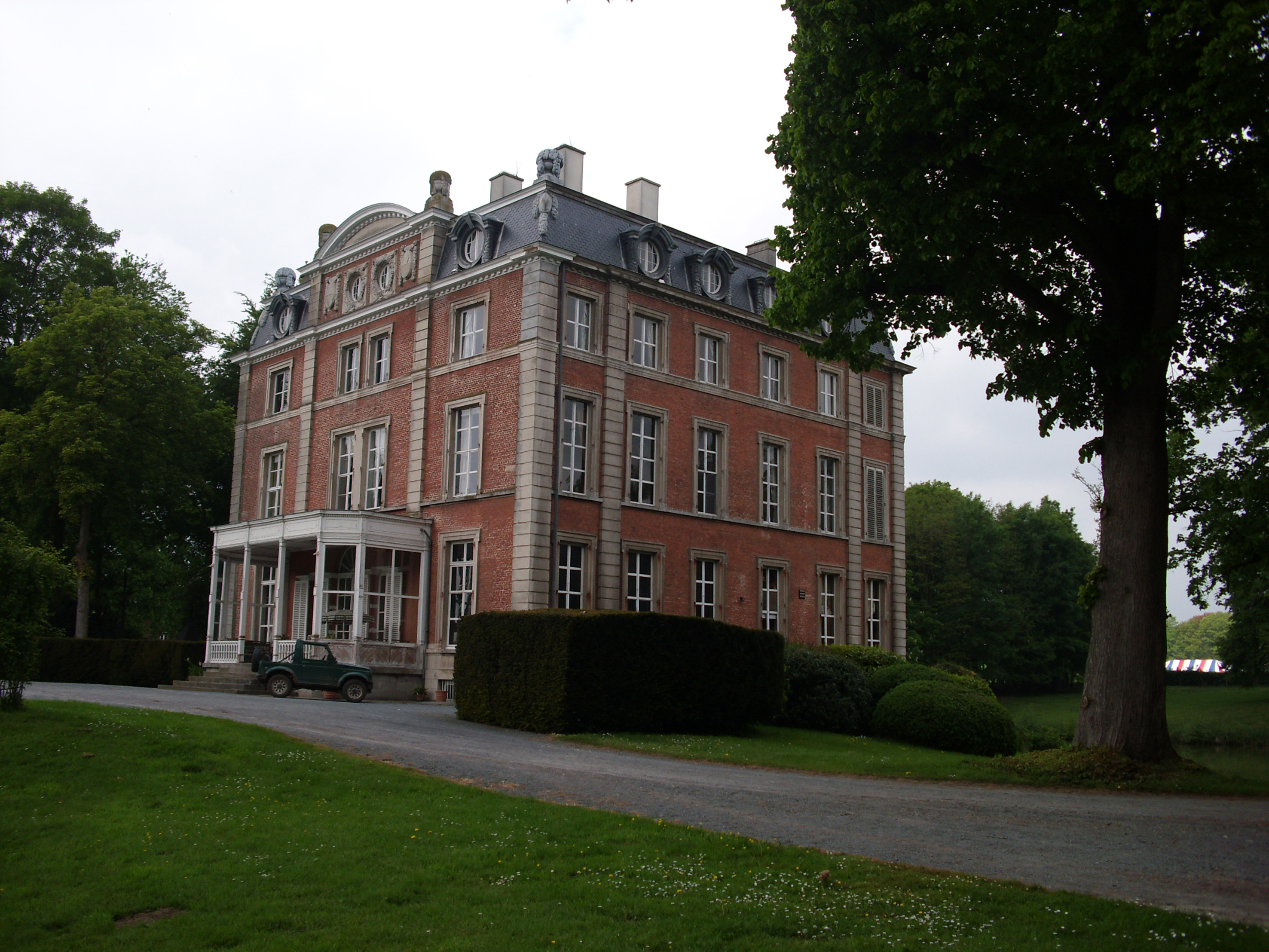
Het kasteel van Huise in Lozer, thans onderdeel van de gemeente Kruisem, gaf zijn naam aan en is tot op heden de zetel van deze familietak

Della Faille d'Huysse is een adellijke familie, een van de belangrijkste takken van de uitgebreide familie della Faille.

## Geschiedenis
In de derde generatie van de Della Failles kwam de heerlijkheid Huysse aan bod. 
- In 1614 verkreeg Martin della Faille d'Huysse (1544-1620), "voor zoveel als nodig", adelsverheffing door de aartshertogen Albrecht en Isabella. De d'Huysses waren toen ook heer van Nevele.
  - De tweede in de rij was Etienne della Faille (1582-1644), heer van Nevele, die trouwde met Anne de la Haye.
    - In 1623 ontving Jean-Baptiste della Faille d'Huysse (1610-1686), heer van Nevele, de titel ridder vanwege koning Filips IV. In 1625 ging dezelfde titel naar secretaris van de Raad van State Charles della Faille d'Huysse (zonder mannelijke afstamming). 
      - Ferdinand della Faille (1658-1722), heer van Audegoede, trouwde met Caroline de Lalaing.
        - Een eerste baronstitel ging naar Jean-François della Faille d'Huysse (1697-1782), met verheffing van de heerlijkheid Nevele tot baronie. Hij was getrouwd met Marie della Faille de Nevele.
          - baron Maximilien della Faille d'Huysse (1724-1810) was getrouwd met gravin Theodora de Thiennes (1744-1829). Hij maakte de afschaffing mee van de adel en van alle feodale titels.

## Adellijke status na 1815
Maximilien della Faille, laatste heer van Huysse onder het ancien régime, getrouwd met Theodora de Thiennes, werd opgevolgd door zijn zoon:
- François Maximilien della Faille d'Huysse (Gent, 28 maart 1771 - Brussel, 11 mei 1835), de eerste d'Huysse die in 1816 opnieuw de adellijke status verwierf, met de titel baron, overdraagbaar bij eerstgeboorte en met opname in de Ridderschap van Oost-Vlaanderen. Onder het Verenigd Koninkrijk der Nederlanden was hij kamerheer van koning Willem I der Nederlanden en lid van de Tweede kamer. In het koninkrijk België was hij senator. Met zijn vrouw Marie-Julie van Rockolfing de Nazareth (1770-1844) had hij vijf kinderen, die in 1843 de uitbreiding van de baronstitel bekwamen op alle afstammelingen van hun vader, onder wie:
  - baron Adolphe della Faille d'Huysse (1798-1873), volksvertegenwoordiger, voorzitter van de provincieraad van Oost-Vlaanderen. Hij bleef kinderloos.
  - baron Hippolyte della Faille d'Huysse (1799-1875), volksvertegenwoordiger, senator. Hij bleef  kinderloos.
  - baron Gustave della Faille d'Huysse (Gent, 23 januari 1806 - Deurle, 13 juli 1893) mocht in 1885 'd'Huysse' aan zijn familienaam toevoegen.
    - baron Gaëtan della Faille d'Huysse (1845-1926) werd burgemeester van Huise.
      - barones Agnès della Faille d'Huysse (1888-1971) was burgemeester van Huise.

    - baron Herman della Faille d'Huysse (1846-1922) was senator en burgemeester van Deurle.
    - baron Julien della Faille d'Huysse (1847-1925), die Pauselijk Zoeaaf was, trouwde met Marie de Timary (1857-1921) en ze hadden negen kinderen.
    - baron Maurice della Faille d'Huysse (1825-1927) trouwde met Madeleine van Caloen de Basseghem (1870-1947) en ze hadden zeven kinderen. De uitsluitend Oost-Vlaamse familie kreeg hiermee een tak in West-Vlaanderen, meer bepaald in Brugge.
      - baron Xavier della Faille d'Huysse (1902-1945) trouwde met Marie-Anne Coppieters Stochove (1905-1973) en ze hadden vijf kinderen. Hij trad toe tot het verzet, werd opgepakt en stierf in het concentratiekamp van Sandbostel op 3 mei 1945. Met afstammelingen tot heden.
        - baron Michel della Faille d'Huysse (Assebroek, 5 december 1929 - Oudergem, 17 februari 2018) was onderdirecteur bij de Bank Brussel Lambert, secretaris-generaal van de Vereniging van de Adel van het Koninkrijk België, voorzitter van de Vrienden van de Koninklijke Musea in Brussel.
        - baron Christian della Faille d'Huysse (1931-2010), x Godelieve De Somer (°1945)
          - baron Amaury della Faille d'Huysse (°1974), x Sybille Berghmans (°1978)

      - baron André della Faille d'Huysse (1904-1968) trouwde met Agnès Coppieters (1913-2004). Ze hadden zes kinderen, met een beperkte afstamming.

  - baron Edouard della Faille (Gent, 15 december 1810 - 13 februari 1866) trouwde met Albine van der Gracht d'Eeghem (1826-1861). Het waren zijn kinderen die in 1890 de toevoeging 'd'Huysse' verkregen.
    - baron Adolphe della Faille d'Huysse (1858-1913) werd burgemeester van Zwijnaarde. Hij trouwde in 1884 met Marie van den Hecke de Lembeke (1863-1942).
      - baron Idesbald della Faille (1885-1944), burgemeester van Zwijnaarde en van Elene, x Gabrielle de Beaufort (1888-1982).
        - baron Guido della Faille (1917-1987), laatste burgemeester van Elene, schepen van Zottegem, x Françoise de Montpellier de Vedrin (1924-2013)
          - baron Baudouin della Faille (°1949), x Pauline de Villenfagne de Vogelsanck (°1953).
            - baron Adrien della Faille (°1980), x Virginie de Burlet (°1980).

## Della Faille d'Huysse de Montpellier de Vedrin
Baron Yves della Faille d'Huysse (°1951) was een zoon van Guy della Faille d'Huysse (1917-1987) en van Françoise de Montpellier de Vedrin (°1924). In 1981 werd hij geadopteerd door zijn tante Marie-Jeanne de Montpellier de Vedrin en droeg voortaan haar naam gekoppeld aan de zijne. Hij trouwde met Isabelle de Schaetzen van Brienen (°1963) en ze hadden drie zoons.

## Della Faille d'Huysse van den Hecke de Lembeke
Adolphe della Faille d'Huysse (1858-1913) (zie hierboven) had met zijn vrouw Marie van den Hecke een zoon, Etienne della Faille d'Huysse (1892-1975), die trouwde met gravin Isabelle de Beauffort (1900-1921) en met gravin Hélène de Beauffort (1900-1984). Uit het tweede huwelijk kreeg hij zes kinderen en een talrijk nageslacht.
In 1940 werd hij geadopteerd door zijn tante, burggravin de Nieulant de Pottelsberghe, geboren van den Hecke de Lembeke. Hij voegde haar familienaam aan de zijne.